# كرايغ دوغلاس
كرايغ دوغلاس (بالإنجليزية: Craig Douglas)‏ هو مغني بريطاني، ولد في 12 أغسطس 1941 في Newport, Isle of Wight ‏ في المملكة المتحدة.

## وصلات خارجية
- كرايغ دوغلاس على موقع IMDb (الإنجليزية)
- كرايغ دوغلاس على موقع ميوزك برينز (الإنجليزية)
- كرايغ دوغلاس على موقع أول ميوزيك (الإنجليزية)
- كرايغ دوغلاس على موقع ديسكوغز (الإنجليزية)
- كرايغ دوغلاس على موقع قاعدة بيانات الفيلم (الإنجليزية)